# メルクシア (小惑星)
メルクシア (808 Merxia) は小惑星帯の小惑星である。ヴィンチェンツォ・ザッパラは比較的小規模な小惑星族を代表する天体であるとしている。
イタリアの天文学者ルイージ・カルネラがハイデルベルクのケーニッヒシュトゥール天文台で発見した。カルネラの義理の父アーダルベルト・メルクスにちなんで命名された。